# Anthene butleri
Anthene butleri is een vlinder uit de familie van de Lycaenidae. De wetenschappelijke naam van de soort is voor het eerst gepubliceerd in 1880 door Charles Oberthür.
De soort komt voor in Jemen, Eritrea en Ethiopië.